# Briqueterie Lambert
La briqueterie Lambert est une ancienne tuilerie fabriquant également des briques, située 15 rue de Dionval à Saint-Piat, département français d'Eure-et-Loir, en région Centre-Val de Loire.

## Historique
La briqueterie est inscrite en tant que monument historique en 1999.
En 2018, ce patrimoine industriel figure parmi les quatre sites retenus par la mission Bern en Eure-et-Loir dans le plan de sauvegarde du patrimoine .

La briqueterie Lambert
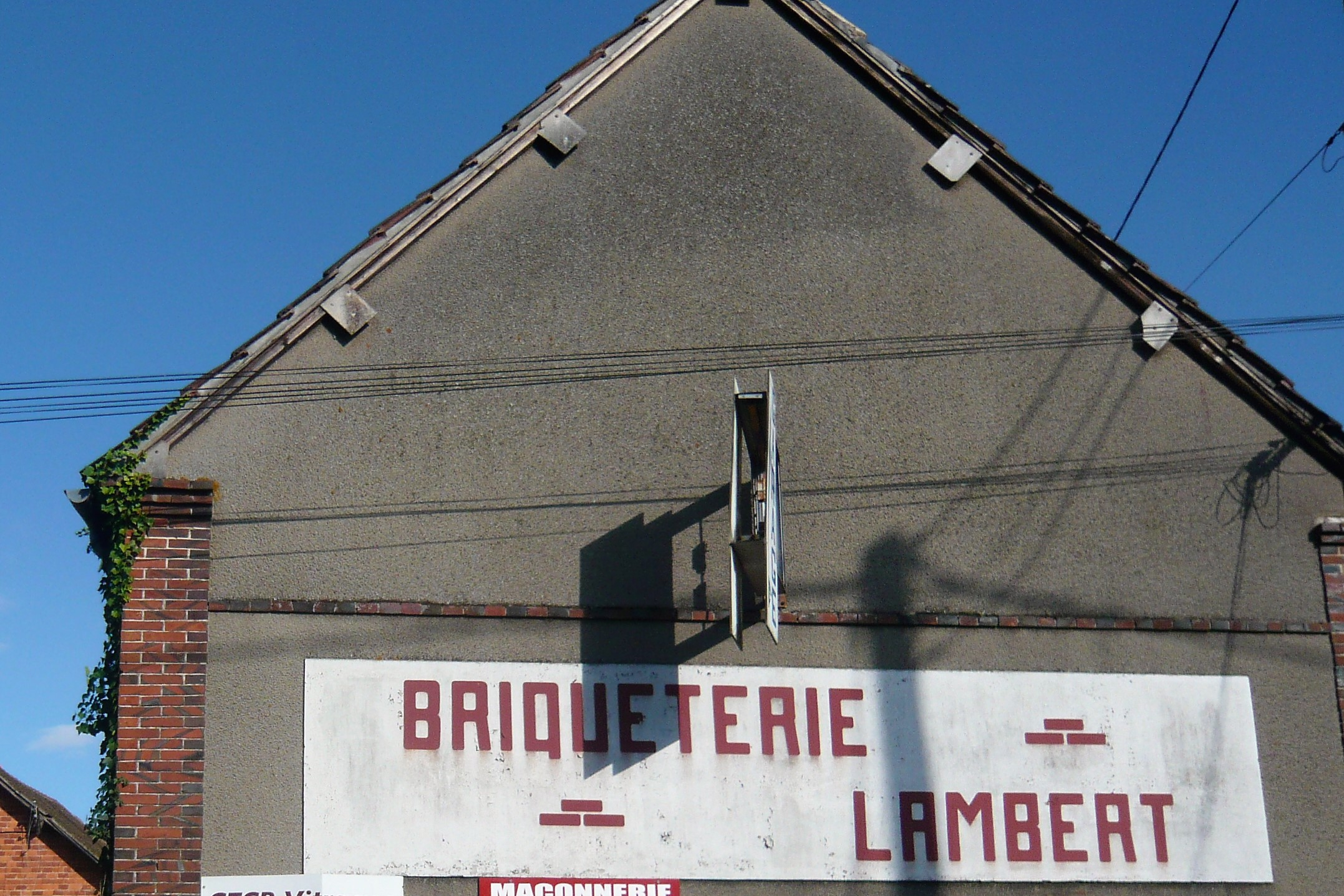
Façade sur la rue de Dionval.
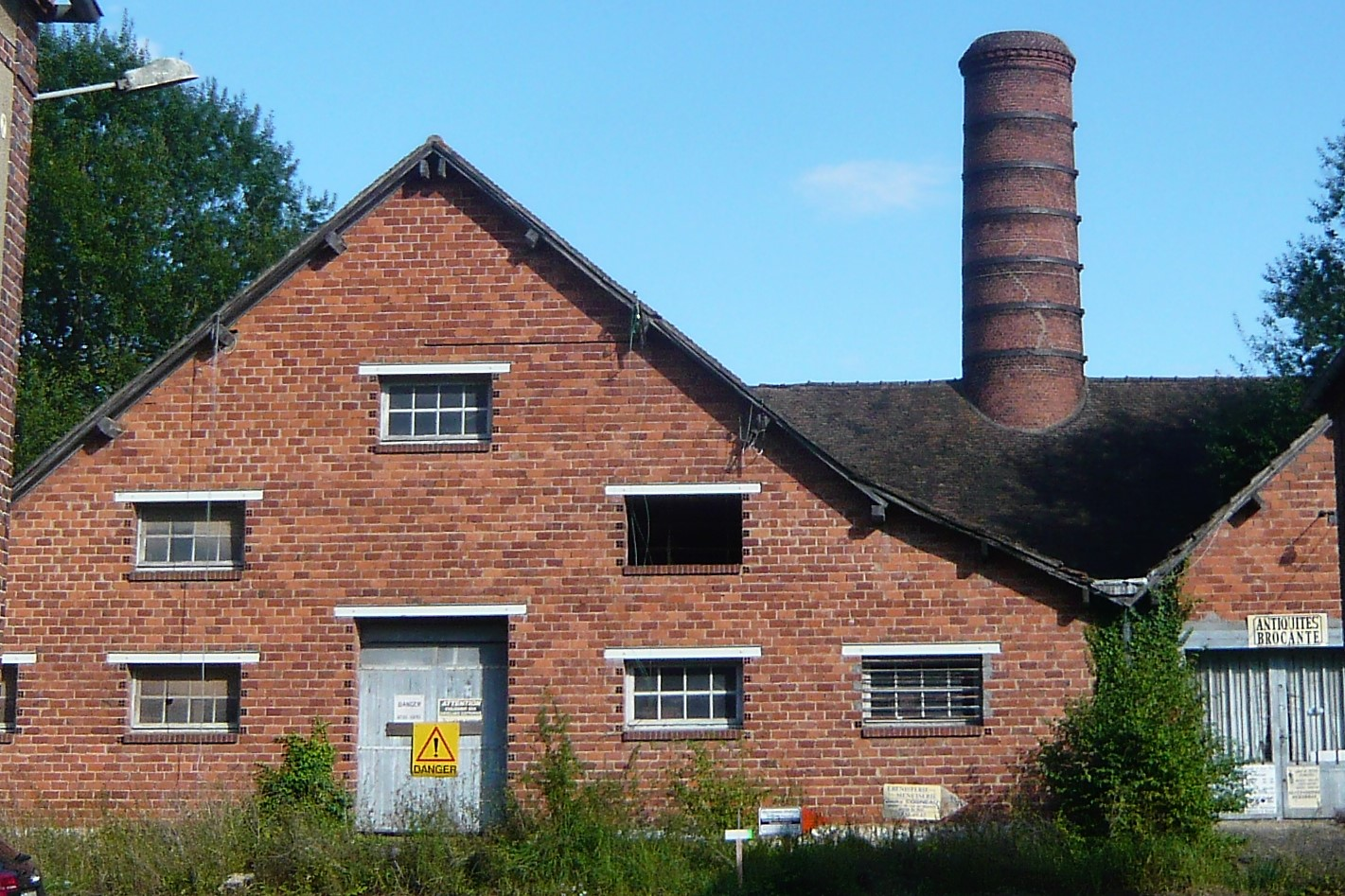
Façade sur cour.
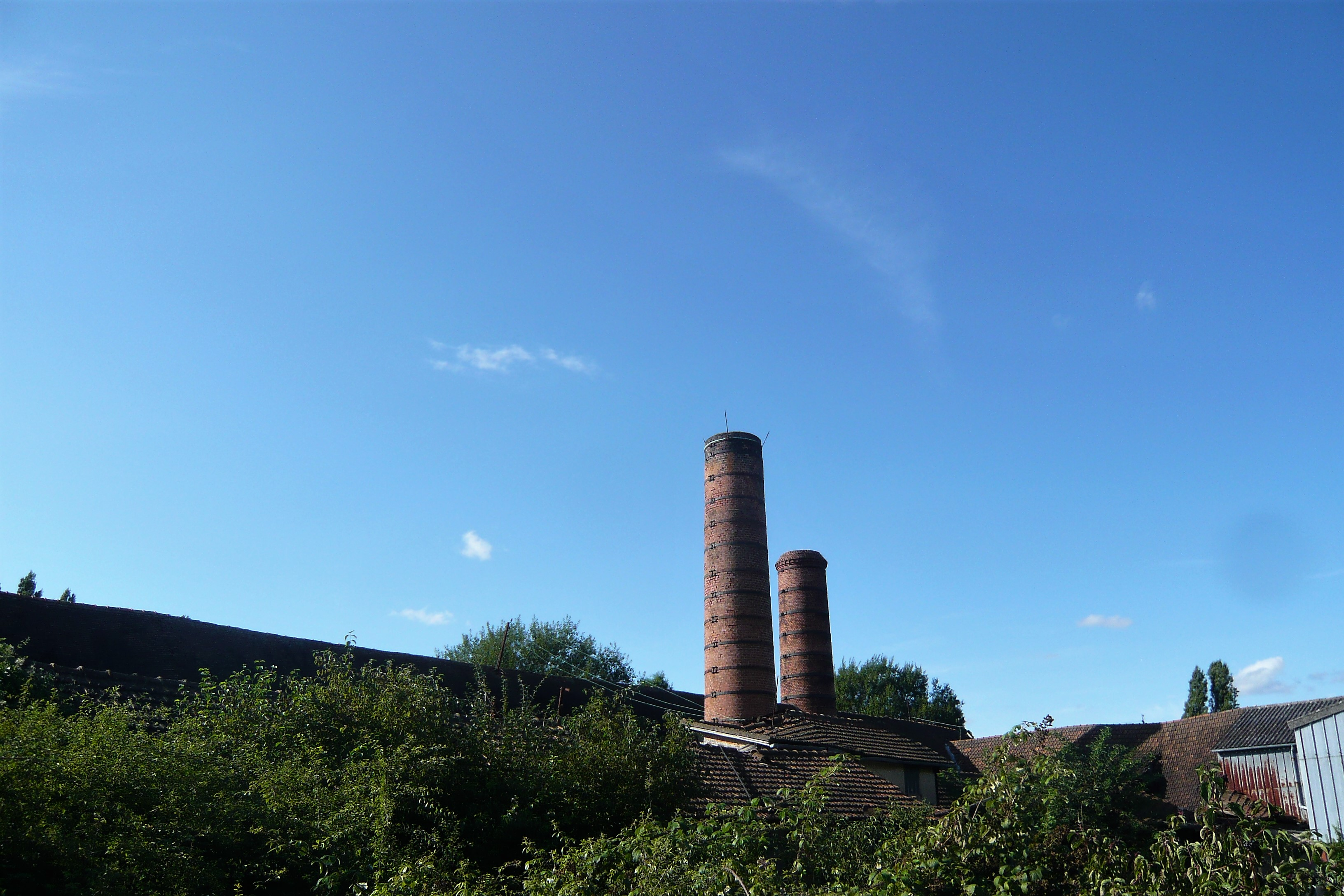
Les toits et cheminées.